# Luis Abram
Luis Alfonso Abram Ugarelli (Lima, 27 de febrero de 1996) es un futbolista peruano. Juega como defensa central y su equipo actual es Sporting Cristal del Perú. Es internacional con la selección de fútbol del Perú.

## Trayectoria
Luis Abram realizó las divisiones inferiores en el Club de Regatas Lima. Su proyección y desempeño le valieron la convocatoria a la selección peruana sub-18, dirigida por el estratega Daniel Ahmed, con la cual obtuvo la medalla de bronce en los Juegos Bolivarianos de 2013.

### Sporting Cristal
Debutó  en el Sporting Cristal jugando la última fecha del Torneo del Inca 2014, en su debut marcó el descuento de su equipo en la derrota 2-1 ante San Simón. Abram se consolidó como titular durante el Descentralizado 2014, en el que logró el título del torneo Clausura. En el año de su debut, Abram ganó el Torneo Clausura y el Campeonato Descentralizado con su club. Además, ganó el premio al futbolista revelación del año y figuró en el 11 ideal sub-20 de la Primera División del Perú en el 2014.
En 2015, Luis tuvo mayor protagonismo compartiendo la zaga central con Renzo Revoredo y la otra mitad del año con Alberto Rodríguez. El jugador "cervecero" anotó dos goles y campeonó en el Torneo Apertura, lo que les dio el pase a los play-off del 2015. En la final frente a F. B. C. Melgar, empataron en la ida y perdieron la vuelta 3-2 en el Estadio Monumental de la UNSA, quedando subcampeones. Logró entrar en el 11 ideal sub-20 nuevamente.
En 2016, Luis Abram integró el plantel que se consagró nuevamente campeón nacional bajo la dirección técnica del argentino Mariano Soso. El equipo disputó la final ante F. B. C. Melgar, logrando un empate 1-1 en Arequipa y una igualdad sin goles en Lima, resultado que otorgó el título a los celestes gracias al gol de visita anotado por Diego Ifrán. De esta manera, el club alcanzó su decimoctava estrella en el Estadio Nacional, con Abram formando parte de la línea defensiva del campeón.

### Vélez Sarsfield
A principios de 2018 se mudó al club argentino Vélez Sarsfield. El 27 de enero, en un partido contra Defensa y Justicia, debutó en la Primera División de Argentina. El 11 de agosto en un duelo contra Newells Old Boys, marcó su primer gol para el club.
Estuvo tres años y medio en el equipo, marchándose a finales de junio de 2021 una vez terminó su contrato.

### Granada C. F.
Un mes después de abandonar Vélez Sarsfield se hizo oficial su fichaje por el Granada C. F. de la Primera División de España. Debutó el 2 de agosto con el cuadro español en un amistoso ante el Linense, en el que jugó 18 minutos en una victoria por 3-0. El 4 de agosto fue presentado como jugador oficial pisando el Nuevo Los Cármenes frente a un pequeño grupo de aficionados que lo recibió. En su presentación oficial se mostró muy agradecido con el club, el técnico Robert Moreno, e ilusionado con la oportunidad de jugar en Europa, su sueño. "Estoy muy feliz de estar aquí. Me decidí por el Granada porque desde pequeño siempre soñé con jugar en Europa". El 6 de agosto fue titular ante el Málaga C. F. en el partido por el Trofeo Los Cármenes, en donde a los 3 minutos Abram anotaría su primer gol con el Granada y donde el partido terminaría por 3-1, además se quedaría con su primer trofeo con el Granada.

### Cruz Azul
El 25 de enero de 2022, firma por el C. D. Cruz Azul de la Primera División de México, cedido por el Granada C. F. de la Primera División de España. En julio del mismo año, fue integrante del conjunto que se alzó con la Supercopa de la Liga MX, tras imponerse por penales al  Atlas F. C.. El jugador peruano disputó la totalidad del partido disputado en el Dignity Health Sports Park. El título se definió luego de un empate 2-2 en el tiempo reglamentario, con un marcador de 4-3 en la tanda decisiva.

### Atlanta United F. C.
En febrero de 2023, firma por el Atlanta United F. C. de la MLS de los Estados Unidos. A lo largo de esta etapa, el defensor zurdo actuó mayormente como central por el sector izquierdo, ofreciendo claridad en la salida desde el fondo, aunque sin llegar a firmar una temporada sobresaliente.
En julio de 2025, deja de formar parte del club estadounidense como parte de una reestructuración profunda del plantel. El club, que fue ejecutando una serie de salidas y fichajes, decidió liberar al defensor peruano para abrir espacio a nuevas incorporaciones y optimizar su tope salarial de cara al tramo final de la temporada.

### Sporting Cristal
El 7 de agosto de 2025, Sporting Cristal anunció oficialmente el regreso de Luis Abram, tras ocho años de trayectoria internacional. Firmó contrato hasta junio de 2028y se incorporó como refuerzo de experiencia para la defensa del equipo dirigido por Paulo Autuori. El 10 de agosto, Luis Abram volvió a vestir la camiseta del cuadro rímense. Ingresó a los 72 minutos del encuentro frente a Melgar en sustitución de Jesús Pretell, en un compromiso que finalizó con triunfo para el conjunto celeste.

## Selección nacional
Ha sido internacional con la selección de fútbol del Perú en 15 ocasiones y anotó un gol. Formó parte de la plantilla que disputó la Copa América 2016. Su debut se produjo el 28 de mayo de 2016 en un encuentro amistoso ante la selección de Trinidad y Tobago que finalizó con marcador de 4-0 a favor de los peruanos y su segundo partido lo jugó cinco días después en otro partido amistoso ante El Salvador. El 20 de mayo el entrenador Ricardo Gareca, lo incluyó en la nómina de 23 jugadores convocados para disputar la Copa América Centenario, donde el seleccionado peruano avanzó hasta los cuartos de final. 
El 16 de mayo de 2018 el entrenador de la selección peruana, Ricardo Gareca, lo incluyó en la nómina preliminar de 24 jugadores convocados para la Copa Mundial de Fútbol de 2018. Fue descartado en la lista final de 23 jugadores el 4 de junio. En el año 2019 después de no asistir al mundial jugó la Copa América 2019 donde fue titular en la zaga junto con Carlos Zambrano en el elenco peruano, llegando a la gran final del certamen continental venciendo a Uruguay en cuartos y chile en semifinales, finalmente terminó siendo subcampeón. En septiembre luego de perder la final con Brasil, se enfrentaron en un amistoso FIFA en Estados Unidos donde marcaría su primer gol con la selección y el único tanto del partido con el que ganaría Perú.

### Participaciones en Copas América
| Torneo                  | Sede           | Resultado        | Partidos | Goles |
| ----------------------- | -------------- | ---------------- | -------- | ----- |
| Copa América Centenario | Estados Unidos | Cuartos de final | 0        | 0     |
| Copa América 2019       | Brasil         | Subcampeón       | 6        | 0     |
| Copa América 2021       | Brasil         | Cuarto Lugar     | 2        | 0     |
| Copa América 2024       | Estados Unidos | Fase de grupos   | 1        | 0     |
| Total                   | Total          | Total            | 9        | 0     |

### Participaciones en Clasificatorias a Copas del Mundo
| Eliminatorias                 | Resultado    | Partidos | Goles |
| ----------------------------- | ------------ | -------- | ----- |
| Eliminatorias Mundial de 2018 | 5.º lugar    | 1        | 0     |
| Eliminatorias Mundial de 2022 | 5.º lugar    | 9        | 0     |
| Eliminatorias Mundial de 2026 | Por Disputar | 1        |       |
| Total                         | Total        | 11       | 0     |

## Estadísticas

### Clubes
Actualizado al último partido disputado el 18 de mayo de 2024.
| Club                                | Div.          | Temporada     | Liga  | Liga  | Copas nacionales | Copas nacionales | Copas internacionales | Copas internacionales | Total | Total |
| Club                                | Div.          | Temporada     | Part. | Goles | Part.            | Goles            | Part.                 | Goles                 | Part. | Goles |
| ----------------------------------- | ------------- | ------------- | ----- | ----- | ---------------- | ---------------- | --------------------- | --------------------- | ----- | ----- |
| Sporting Cristal · Perú             | 1.ª           | 2014          | 21    | 1     | 1                | 1                | —                     | —                     | 22    | 2     |
| Sporting Cristal · Perú             | 1.ª           | 2015          | 10    | 1     | 6                | 1                | 1                     | 0                     | 17    | 2     |
| Sporting Cristal · Perú             | 1.ª           | 2016          | 34    | 1     | —                | —                | 1                     | 0                     | 35    | 1     |
| Sporting Cristal · Perú             | 1.ª           | 2017          | 39    | 0     | —                | —                | 5                     | 0                     | 44    | 0     |
| Sporting Cristal · Perú             | Total club    | Total club    | 104   | 3     | 7                | 2                | 7                     | 0                     | 118   | 5     |
| Vélez Sarsfield Argentina           | 1.ª           | 2017-18       | 12    | 0     | —                | —                | —                     | —                     | 12    | 0     |
| Vélez Sarsfield Argentina           | 1.ª           | 2018-19       | 21    | 2     | 1                | 0                | —                     | —                     | 22    | 2     |
| Vélez Sarsfield Argentina           | 1.ª           | 2019-20       | 19    | 0     | 5                | 0                | —                     | —                     | 24    | 0     |
| Vélez Sarsfield Argentina           | 1.ª           | 2020-21       | 18    | 1     | 2                | 0                | 14                    | 1                     | 34    | 2     |
| Vélez Sarsfield Argentina           | Total club    | Total club    | 70    | 3     | 8                | 0                | 14                    | 1                     | 92    | 4     |
| Granada C. F. · España              | 1.ª           | 2021-22       | 8     | 0     | 2                | 0                | —                     | —                     | 10    | 0     |
| Granada C. F. · España              | Total club    | Total club    | 8     | 0     | 2                | 0                | 0                     | 0                     | 10    | 0     |
| Cruz Azul · México                  | 1.ª           | C-2022        | 16    | 2     | 1                | 0                | 6                     | 0                     | 23    | 2     |
| Cruz Azul · México                  | 1.ª           | A-2022        | 15    | 0     | —                | —                | —                     | —                     | 15    | 0     |
| Cruz Azul · México                  | Total club    | Total club    | 31    | 2     | 1                | 0                | 6                     | 0                     | 38    | 2     |
| Atlanta United F. C. Estados Unidos | 1.ª           | 2023          | 25    | 0     | 1                | 0                | 2                     | 0                     | 28    | 0     |
| Atlanta United F. C. Estados Unidos | 1.ª           | 2024          | 9     | 0     | 1                | 0                | 0                     | 0                     | 10    | 0     |
| Atlanta United F. C. Estados Unidos | 1.ª           | 2025          | 21    | 0     | 0                | 0                | 0                     | 0                     | 21    | 0     |
| Atlanta United F. C. Estados Unidos | Total club    | Total club    | 55    | 0     | 2                | 0                | 2                     | 0                     | 59    | 0     |
| Sporting Cristal · Perú             | 1.ª           | 2025          | 1     | 0     | -                | -                | 0                     | 0                     | 1     | 0     |
| Sporting Cristal · Perú             | Total club    | Total club    | 0     | 0     | 0                | 0                | 0                     | 0                     | 0     | 0     |
| Total carrera                       | Total carrera | Total carrera | 268   | 8     | 20               | 2                | 29                    | 1                     | 317   | 11    |

## Palmarés

### Torneos cortos
| Título          | Club             | País | Año  |
| --------------- | ---------------- | ---- | ---- |
| Torneo Clausura | Sporting Cristal | Perú | 2014 |
| Torneo Apertura | Sporting Cristal | Perú | 2015 |
| Torneo Clausura | Sporting Cristal | Perú | 2016 |

### Títulos nacionales
| Título                    | Club             | País   | Año  |
| ------------------------- | ---------------- | ------ | ---- |
| Primera División del Perú | Sporting Cristal | Perú   | 2014 |
| Primera División del Perú | Sporting Cristal | Perú   | 2016 |
| Supercopa de la Liga MX   | Cruz Azul        | México | 2022 |

### Títulos internacionales
| Título              | Club (*)                  | Sede     | Año  |
| ------------------- | ------------------------- | -------- | ---- |
| Juegos Bolivarianos | Selección del Perú Sub-18 | Trujillo | 2013 |

(*) Incluyendo la selección.

### Distinciones individuales
| Distinción                                                                             | Año  |
| -------------------------------------------------------------------------------------- | ---- |
| Futbolista revelación del Perú                                                         | 2014 |
| Elegido el mejor defensa de la fecha 1 de la Superliga Argentina                       | 2018 |
| Mejor defensa de Vélez Sarsfield del mes de agosto                                     | 2018 |
| Mejor defensor de la Superliga Argentina del mes de agosto                             | 2018 |
| Nominado a mejor defensa de la Superliga Argentina                                     | 2018 |
| Incluido en el XI ideal extranjero de la Superliga Argentina                           | 2019 |
| Nominado al mejor central izquierdo del año de la Superliga Argentina                  | 2019 |
| Mejor central izquierdo del año de la Superliga Argentina                              | 2019 |
| Elegido el jugador con mayor precisión en sus pases (90.1 %) de la Superliga Argentina | 2019 |
| Incluido en el equipo ideal de la semana de la Copa Sudamericana                       | 2020 |
| Nominado a mejor defensa central izquierdo de América del año (Diario El País)         | 2021 |